# Сміжани
Сміжани (словац. Smižany) — село в окрузі Спішска Нова Вес Кошицького краю Словаччини. Площа села 45,7 км². Станом на 31 грудня 2015 року в селі проживало 8674 жителі.

## Історія
Перші згадки про село датуються 1246 роком.

## Географія
Протікають річки Білий потік; Брусник і Глиниця Поруч розташоване водосховище Клаузи і Зеймарська ущелина.

## Населення
| Рік:            | 1994. | 2004.    | 2014.   | 2024.   |
| --------------- | ----- | -------- | ------- | ------- |
| Кількість осіб: | 6592  | 8269     | 8623    | 8825    |
| Різниця:        |       | +25,43 % | +4,28 % | +2,34 % |

| Рік:            | 2023. | 2024.   |
| --------------- | ----- | ------- |
| Кількість осіб: | 8828  | 8825    |
| Різниця:        |       | -0,03 % |